# Funkcja Dirichleta
Funkcja Dirichleta – funkcja charakterystyczna zbioru liczb wymiernych {\displaystyle \mathbb {Q} ,} tzn. funkcja zmiennej rzeczywistej, która przyjmuje wartość {\displaystyle 1,} gdy argument jest liczbą wymierną i wartość {\displaystyle 0,} gdy argument jest liczbą niewymierną.
Formalnie funkcję Dirichleta można zapisać wzorem
{\displaystyle \mathbf {1} _{\mathbb {Q} }(x)={\begin{cases}1&{\mbox{dla }}x\in \mathbb {Q} ,\\0&{\mbox{dla }}x\notin \mathbb {Q} .\end{cases}}}
Ponadto:
{\displaystyle \mathbf {1} _{\mathbb {Q} }(x)=\lim _{m\to \infty }\lim _{n\to \infty }\cos ^{2n}\left(m!\pi x\right).}

## Własności
Funkcja Dirichleta ma własności:
- jest wszędzie nieciągła (tzn. nie jest ciągła w żadnym punkcie swojej dziedziny); stąd wynika, że jest wszędzie nieróżniczkowalna,
- jest okresowa, przy czym ma ona nieskończenie wiele okresów (każda liczba wymierna jest jej okresem) i nie ma okresu podstawowego,
- zbiór jej ekstremów jest mocy continuum,
- nie jest całkowalna w sensie Riemanna[3] – w zależności od doboru podziału przedziału całkowania, aproksymacja prostokątami może dać dowolną sumę od zera do długości przedziału, zatem granica definiująca całkę Riemanna nie istnieje,
- jest całkowalna w sensie Lebesgue’a, przy czym jej całka Lebesgue’a na dowolnym przedziale jest równa zeru[3], ponieważ zbiór liczb wymiernych jest miary Lebesgue’a zero.